# Dries De Pooter
Dries De Pooter (Geel, 8 november 2002) is een Belgisch wielrenner, die anno 2023 uitkomt voor Intermarché-Circus-Wanty.

## Carrière
De Pooter was tussen 2019 en 2020 actief bij de amateurploeg Acrog-Balen BC Junior. In 2020 won De Pooter het Belgisch kampioenschap wielrennen voor junioren. Door in de sprint Ramses Debruyne voor te blijven. In 2021 ging hij rijden voor het continentale SEG Racing Academy. Per augustus van dat jaar was hij enkele maanden actief als stagiair bij Intermarché-Circus-Wanty. Dat bood hem echter geen contract aan. Zodoende nam het Amerikaanse Hagens Berman Axeon hem over voor één jaar. Per het begin van augustus 2022 ging hij wederom rijden voor het Belgische Intermarché-Circus-Wanty. Dat hem al snel een contract aanbood voor twee seizoenen. 
In zijn eerste volledig seizoen was De Pooter actief in enkele wielermonumenten. Zoals de Ronde van Vlaanderen en Parijs-Roubaix.

## Palmares
2020
 Belgisch kampioenschap op de weg, junioren
2022
1e etappe Flanders Tomorrow Tour

## Resultaten in voornaamste wedstrijden
| Jaar | Ronde van Italië | Ronde van Frankrijk | Ronde van Spanje |
| ---- | ---------------- | ------------------- | ---------------- |
| 2023 |                  |                     |                  |
| 2024 | 106e             |                     |                  |
| 2025 |                  |                     |                  |

| Jaar | Ronde van Vlaanderen | Parijs-Roubaix | Amstel Gold Race | Luik-Bast.‑Luik | Waalse Pijl |
| ---- | -------------------- | -------------- | ---------------- | --------------- | ----------- |
| 2023 | 79e                  | 38e            | opgave           |                 | opgave      |
| 2024 | 85e                  |                | 89e              |                 |             |
| 2025 |                      |                | opgave           | opgave          | opgave      |

## Ploegen
- 2019 –  Acrog-Balen BC Junior
- 2020 –  Acrog-Balen BC Junior
- 2021 –  SEG Racing Academy
- 2021 –  Intermarché-Circus-Wanty (per 01 augustus)
- 2022 –  Hagens Berman Axeon
- 2022 –  Intermarché-Circus-Wanty (per 01 augustus)
- 2023 –  Intermarché-Circus-Wanty
- 2024 –  Intermarché-Wanty
- 2025 –  Intermarché-Wanty

Bakelants · Bellicaud · De Gendt · De Plus · De Winter · Delacroix · Devriendt · Eiking · Evans · Hermans · Hirt · van der Hoorn · van Kessel · Koch · Kreder · Lammertink · Meintjes · Minali · Pasqualon · Petilli · Planckaert · B. van Poppel · D. van Poppel · Rota · Taaramäe · Van Melsen · Vanspeybrouck · Vliegen · Zimmermann · Girmay (stagiair) · Daemen (stagiair) · De Pooter (stagiair) · Jarnet (stagiair)
Bakelants · Bystrøm · Claeys · De Gendt · Delacroix · Devriendt · Girmay · Goossens · Hermans · Hirt · Huys · Johansen · Kristoff · Meintjes · Page · Pasqualon · Peák · Petilli · Petit · Planckaert ·  Pozzovivo(vanaf 14/2) · Rota · Taaramäe · Thijssen · van der Hoorn · van Kessel · Van Melsen · van Poppel · Vliegen · Zimmermann · De Pooter (stagiair) · Mihkels (stagiair)
Bonifazio · Bystrøm · Calmejane · Costa · De Gendt · De Pooter · Girmay · Goossens · Herregodts · Huys · Johansen · Marit · Meintjes · Mihkels · Page · Paquot · Petilli · Petit · Planckaert · Rex · Rota · Smith · Taaramäe · Teunissen · Thijssen · van der Hoorn · van Poppel · Vliegen · Zimmermann
Braet · Busatto · Calmejane · Colleoni · De Pooter · Faure Prost · Girmay · Goossens · Herregodts · Kuypers(vanaf 4/4) · Marit · Meintjes · Mihkels · Page · Paquot · Petilli · Petit · Planckaert · Rex · Rota · Smith · Taaramäe · Teunissen · Thijssen · van der Hoorn · Van Hoecke · van Poppel · van Sintmaartensdijk · Zimmermann · Dolven(stagiair)